# Raphipeza echinata
Raphipeza echinata är en fjärilsart som beskrevs av Saalmüller 1879. Raphipeza echinata ingår i släktet Raphipeza och familjen ädelspinnare. Inga underarter finns listade i Catalogue of Life.